# Rhabdomastix (Lurdia) tatrica
Rhabdomastix (Lurdia) tatrica is een tweevleugelige uit de familie steltmuggen (Limoniidae). De soort komt voor in het Palearctisch gebied.